# Georgi Koelisjev

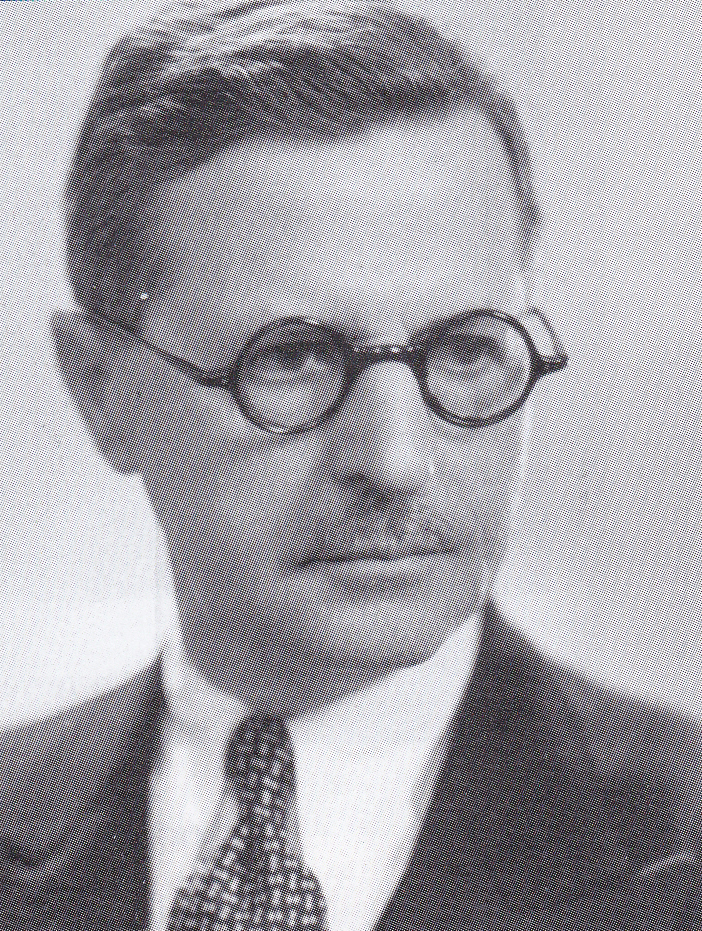
Georgi Koelisjev

Georgi Goegov Koelisjev (Bulgaars: Георги Гугов Кулишев) (Dojran, 21 september 1885 – Sofia, 27 september 1974) was een Bulgaars politicus. 

## Loopbaan
Koelisjev was journalist en later redacteur. Vanaf 1939 was hij lid van het parlement. Hij sloot zich tijdens de Tweede Wereldoorlog aan bij het Vaderlands Front, een verzetsorganisatie bestaande uit diverse antifascistische groepen. Het Vaderlands Front kwam in september 1944 aan de macht via een staatsgreep die een einde maakte aan de pro-fascistische regering van Professor Bogdan Filov. Koelisjev sloot zich nadien aan bij de autoritaire (en rechtse) Zveno ('Schakel')-Groep binnen het Vaderlands Front.
Van 31 maart 1946 tot 22 november 1946 was Koelisjev minister van Buitenlandse Zaken van Bulgarije. Tijdens de Vredesconferentie in Parijs (augustus 1946) trachtte hij tevergeefs de grote mogendheden ervan te overtuigen om Bulgarije te erkennen als een land dat aan de zijde der geallieerden had gestreden (Bulgarije was van 1941 tot 1944 bongenoot van Duitsland en daarna tot het einde van de oorlog van de geallieerden). Hij tekende uiteindelijk wel het vredesverdrag.
In november 1946 werd als minister vervangen. Tot zijn dood in 1974 was hij vicevoorzitter van het Presidium van de Nationale Vergadering (dat wil zeggen vicepresident van Bulgarije).